# 龙海站
龙海站位于福建省漳州市龙海区角美镇，有鹰厦铁路通过。距鹰潭站648公里，距厦门站46公里。车站由南昌局集团漳州车务段管理，现为四等中间站，不办理旅客乘降、行李包裹托运，货运办理部分货品的发到。

## 概要
龙海站建于1989年3月，同年8月建成并投入运营:120。
龙海站为货运站，与漳厦公路相邻，主要服务龙海市的货主，目前仅到发钢材、水渣、水泥、水泥熟料类货品。车站设有1条正线和4条到发线；货场设有仓库1140平方米、堆场4000平方米，并设有通往南昌铁路局天河路料漳州台商投资区碎石加工场（西山采石场）和鹭升工贸有限公司的专用线:121。

## 事件
2006年4月9日，重庆开往厦门的K335次列车在9时14分龙海站避让完开出后，车站工作人员发现一男子在列车启动时，爬上了该列车机后第二节车厢，并用手紧握车门旁的扶手。龙海站职工随即通知前方东孚站职工扣停K335次列车。9点26分列车在东孚站停车后，车站民警将挂车人员带至值班室。经调查后发现，该男子系四川省人，来漳州寻找妹妹未果后，身无分文的他决定扒车前往厦门找工作。民警在对该男子进行批评教育后送其离开了东孚站。